# 에임
에임(영어: AIM)은 2016년 4월 설립된 대한민국 최초의 로보 어드바이저 프로그램이다. 상위 1% 자산관리 서비스를 모바일 앱 서비스로 구현해 제공하고 있다.

## 같이 보기
- 자산관리
- 로보 어드바이저